# Бачинська-Донцова Марія Михайлівна
Марія Михайлівна Бачинська (нар. 26 липня 1891, Сможе Долішнє, нині Сможе — 30 грудня 1978, Нью-Йорк), у шлюбі Бачинська-Донцова — українська поетеса, феміністка, журналістка та дипломатка. Членкиня жіночої чоти УСС. Голова Союзу українок, засновниця і очільниця Союзу українок Волині.

## Біографія
Народилася в селі Сможе Долішнє Стрийського повіту (Королівство Галичини та Володимирії, Австро-Угорська Імперія, нині село Сможе Стрийського району Львівської області, Україна) в сім'ї Ольги зі знаного священичого роду Устияновичів та її чоловіка о. Михайла Сас-Бачинського, нащадка давнього шляхетського роду Драго-Сасів.
Отримала ґрунтовну освіту: в 1909 закінчила український ліцей для дівчат у Перемишлі, після чого виїхала на навчання до Відня, де в 1910 отримала диплом Вищої торговельної школи для дівчат. Доповненням до економічної освіти стало проходження в 1919 р. інструкторського шовківничого курсу товариства «Сільський господар».
1909 року, перебуваючи у Відні, познайомилася з Дмитром Донцовим, студентом правничого факультету Віденського університету. Батько був проти її шлюбу з Донцовим, але випадково помер. Марія одружилася у Львові, 27 травня 1912 у церкві Успіння Пресвятої Богородиці.
З 1914-го була членкинею жіночої чоти УСС. У 1918—1920 перебувала на дипломатичній службі УНР у Данії, Швейцарії, Берліні. З 1921 — у Львові, де стала членкинею українських товариств «Українська захоронка», «Просвіта», «Сокіл», «Пласт» та Союзу українок. У 1924 році у зв'язку із справою Ольги Басараб взяла участь у викритті злочинів польської влади.
У 1922—1939 роках брала участь у виданні «Літературно-наукового вісника» і «Вісника», часто публікується на сторінках галицької української та в закордонній пресі. Голова Союзу українок у 1926—1927 роках.
У 1927 році заснувала і очолила «Союз українок Волині».
Після Другої світової війни жила в Чехословаччині, потім у Німеччині. У 1950 переїхала до США, була членкинею Союзу українок Америки, редагувала жіночий журнал «Громадянка».

## Родина
Першим чоловіком сестри Марії — Лесі Бачинської — був Микола Голубець. Після його смерті Леся одружилася з Самійлом Підгірським. Лесю розстріляло гестапо за зв'язок з УПА, а тоді їх з Миколою доньку Нану та її чоловіка. Наталя Яхненко так описує це у своїх спогадах: 
| Бог так дав, що з нашої родини при повороті большевиків ніхто не загинув. Інакше було в родині Самійла Підгірського: в останніх тижнях у нашому місті, його жінку Лесю, сестру пані Донцової, розстріляло Ґестапо за зв'язок з УПА, а тоді її доньку Нану з першого шлюбу з М. Голубцем та її чоловіка. |

## Творчість
- М. Бачинська-Донцова: Особисте в ліриці Лесі Українки: Уривок із реферату, прочитаного в Літ.-Мистецькому Клюбі / Наше життя 1953, ч. 9 (жовтень)[8]
- Бачинська-Донцова М. Теліги (Жмут спогадів) // Теліга О. Спогади / Упоряд. Н. Миронець. — К.: Вид-во ім. Олени Теліги, 2004. — С. 261—270.